# Оспельт, Йозеф
Йозеф Оспельт (нем. Josef Ospelt; 9 января 1881, Вадуц, Лихтенштейн — 1 июня 1962, там же) — лихтенштейнский государственный деятель, первый в истории премьер-министр Лихтенштейна (1921—1922 годы) и министр иностранных дел (1922).

## Биография
В 1912—1920 годах — министр внутренних дел Лихтенштейна. В 1918 году был одним из основателей Прогрессивной гражданской партии и её многолетним председателем. Также являлся редактором газеты Liechtensteiner Volksblatt.
В 1921 году был назначен в княжеский совет, а после принятия в октябре 1921 года новой Конституции становится первым премьер-министром Лихтенштейна. После своей отставки в 1922 году некоторое время жил в Вене, затем основал собственное юридическое и страховое агентство в Вадуце. С 1925 года был представителем швейцарской страховой компании Zürich-Versicherung.
В 1928 году вновь поступает на государственную службу.
- В 1928—1950 годах — председатель правления; в 1950—1957 годах — председатель Наблюдательного совета Сбербанка и Центрального банка Лихтенштейна,
- В 1930—1953 годах — председатель Верховного суда.

В 1930—1932 годах являлся депутатом парламента. В 1928—1955 годах — председатель Исторического общества Княжества Лихтенштейн. Был автором многочисленных публикаций по истории Лихтенштейна, генеалогических исследований. В 1924 году выступил одним из основателей благотворительного фонда Каритас, в том же году стал одним из учредителей лихтенштейнского Народного общества, которым руководил до середины 1940-х годов.